# ال سید

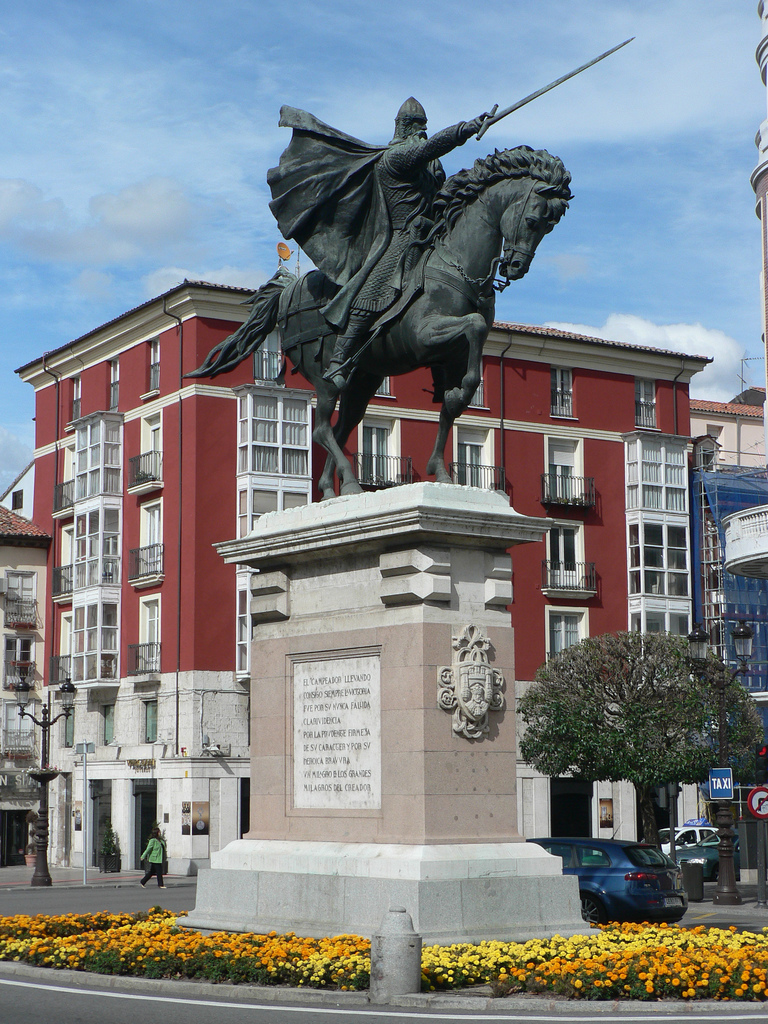
مجسمه‌ای از ال سید در برگس، پایتخت سانچو دوم؛ جایی که ال سید سال‌های جوانی‌اش را در آن خدمت کرد

رودریگ دیاز (به اسپانیایی: Rodrig Díaz de Vivar) ملقب به ال سید یا سید (به اسپانیایی: El Cid) یا شناخته‌شده با عنوان قهرمان (اسپانیایی: El Campeador) متولد ۱۰۴۳ میلادی در اسپانیا و درگذشته به سال ۱۰۹۹ میلادی در والنسیا، قهرمان ملی و رهبر نظامی کستیلی بود که با عنوان سید (از عربی: ارباب) یا ارباب نظامی شناخته می‌شد.

## سال‌های نخستین
ال سید از اشراف درجه دو کستیل بود و در جوانی به دربار فردیناند یکم کستیل فرستاده شد. وقتی فرزند فردیناند ـ سانچو دوم ـ به تخت پادشاهی کستیل رسید، سیدِ بیست‌ودو ساله را برای فرماندهی گارد پادشاهی نامزد کرد. این ترقیِ زودهنگام نشان می‌دهد که سید پیش از آن هم در امور نظامی به دلاوری شناخته شده بود.
در سال ۱۰۶۷ میلادی، او نمایندگان سانچو را در مواجهه با پادشاهی ساراگوسا همراهی کرد و در مذاکراتی شرکت نمود که پادشاه ساراگوسا ـ المقتدر ـ را خراج‌گزار کستیلی‌ها نمود.
فردیناند، پیش از مرگ، قلمرو پادشاهیِ خود را میان فرزندانش تقسیم کرده‌بود؛ بنابراین، لئون را برای پسر دومش ـ آلفونسو ششم ـ باقی گذاشته‌بود. در سال ۱۰۶۷ م سانچو به‌قصد تصرف لئون با برادرش وارد جنگ شد. سید نقش مؤثری در پیروزی کمپین سانچو برعهده داشت، اما این موضوع بعداً در سال ۱۰۷۲ م برایش مایهٔ شرمساری شد.
در سال ۱۰۷۲ م سانچو بر اثر حادثه‌ای کشته شد، و از آنجا که فرزندی نداشت، برادرش آلفونسو به جایش نشست و در نتیجه سید مرتبهٔ سابق خود را در جایگاه فرمانده گارد شاهی از دست داد، اما کماکان توانست در دربار پادشاه باقی بمانَد.
در سال ۱۰۷۴ م احتمالاً به‌خواستِ آلفونسو با خواهرزاده‌اش جیمنا، دختر کنت اویدو، ازدواج کرد. با این ازدواج، سید با پادشاهی باستانیِ لئون متحد شد. از این ازدواج، یک پسر و دو دختر بر جای ماند که پسرش در جریان یک درگیری با مهاجمان مسلمان مرابطان به‌قتل رسید.
ازدواج ال سید با خواهرزاده شاه، موقعیت ویژه‌ای را برای او فراهم کرده بود. اما بدگویی بدخواهان و علاقه آلفونس به شنیدن شایعات بی‌اساس و همچنین این حقیقت که ال سید، مردان قدرتمند را به صورت عمومی به ریشخند می‌گرفت، همگی موجب سقوط‌ش شد و نهایتاً او را تبعید کردند. از سال ۱۰۸۱ م، ال سید هیچگاه نتوانست برای مدت زیادی در قلمرو آلفونس ششم زندگی کند.

## در خدمت مسلمانان
سید در تبعید به پادشاهی مسلمان ساراگوسا که از سال ۱۰۶۵ م با آن‌ها آشنایی یافته بود، پیشنهاد داد که او را به خدمت بپذیرند. پادشاه ساراگوسا در شمال شرقی اسپانیا، الموتمن، درخواست این جنگاور ارزشمند مسیحی را برای دفاع از پادشاهی آسیب پذیرش پذیرفت. سید از این زمان برای مدت یک دهه به الموتمن و جانشین او وفادارانه خدمت کرد. در نتیجه این تجربه با پیچیدگی‌های سیاست عرب و اسپانیایی و قوانین اسلام بهتر آشنا شد و همین موضوع بعدها به او برای تسخیر و نگهداری والنسیا کمک کرد.
در همین دوران او به عنوان ژنرالی شناخته شد که هیچگاه در هیچ نبردی شکست نخورده‌است. در سال ۱۰۸۲ م او شکستی را بر پادشاه لریدا وارد کرد که نتیجتاً از اربابان مسلمانش پاداش بسیاری گرفت.
در سال ۱۰۸۶ م تهاجم گسترده مسلمان مرابطان از شمال آفریقا آغاز شد؛ آلفونس ششم شکست سختی خورد؛ بنابراین، به دشمنی خود با سید خاتمه داد و او را به عنوان بهترین ژنرال مسیحی از تبعید فراخواند. حضور سید در دربار آلفونس در ژوئیه ۱۰۸۷ ثبت شده اما به فاصله کوتاهی به ساراگوسا بازگشت و از اینرو در نبردهای علیه مرابطان شرکت نداشت. سید در این دوران فعالیت‌هایی را آغاز کرده بود با این امید که پادشاهی ثروتمند والنسیا را در اختیار بگیرد.

## اشغال والنسیا
نخستین اقدام سید برای اشغال والنسیا، حذف قدرت کنت‌های بارسلونا در این منطقه بود. این اتفاق در می ۱۰۹۰ م، زمانی که رمون دوم، کنت بارسلونا، شکست تحقیر آمیزی خورد، به وقوع پیوست.
در طول سال‌های بعد سید قدرت خود را بر والنسیا و حکمران آن، القادر، به عنوان خراجگزار خود، گسترش داد. لحظه سرنوشت‌ساز او در سال ۱۰۹۲ م پیش‌آمد؛ زمانی که قاضی ابن جحاف با پشتیبانی سیاسی مرابطان، شورش کرد و القادر را کشت. سید بلافاصله شهر را در محاصره گرفت. محاصرهٔ شهر ماه‌ها به طول انجامید و شکستن آن ممکن نشد تا اینکه در سال ۱۰۹۴، سید والنسیا را به تصرف درآورد. برای تسهیل در تصرف شهر ابتدا به ابن جحاف امان نامه داد اما به محض اینکه او را دستگیر کردند، زنده در آتش سوزاندند. بنابراین از این تاریخ سید به‌طور مستقیم بر مسیحیان و مسلمانان این منطقه حکومت می‌کرد و اگرچه در ظاهر این حکومت با نام آلفونس ششم بود اما در حقیقت حکمرانی مستقلی داشت. مسجد بزرگ شهر هم در سال ۱۰۹۶ م یک کلیسای مسیحی شد و یک اسقف مسیحی را بر آن گماردند.

## پس از مرگ
پس از مرگ ال سید، بار دیگر والنسیا توسط مرابطان محاصره شد. آلفونس ششم مجبور شد شخصاً برای دفاع از شهر مداخله کند. اما او به خوبی می‌دانست که شهر بی‌دفاع است و تنها در صورتی می‌توان از آن دفاع کرد که یا خود او شخصاً در آنجا حضور دائمی داشته باشد، یا تعداد زیادی سرباز را بر آن بگمارند. نتیجتاً شهر را تخلیه کرد و دستور داد تا آن را بسوزانند. در سال ۱۱۰۲ م، مرابطان بر شهر دست یافتند و تا سال ۱۲۳۸ م بر آن منطقه حکومت کردند.
جسد سید به کستیل برده شد و او را در صومعهٔ سن پدرو مجدداً دفن کردند.